# Narciso Mina
Arrington Narciso Mina Villalba (* 25. November 1982 in San Lorenzo) ist ein ecuadorianischer ehemaliger Fußballspieler auf der Position eines Stürmers.

## Laufbahn
Narciso Mina begann seine Profikarriere 2002 bei Deportivo Cuenca und war anschließend für die ebenfalls in Ecuador beheimateten Vereine LDU Cuenca, LDU Loja, Deportivo Azogues, Manta FC und Barcelona Sporting Club tätig, bevor er in der Saison 2009/10 für Tschornomorez Odessa erstmals im Ausland spielte und prompt den Abstieg aus der obersten Spielklasse der Ukraine hinnehmen musste.
Anschließend kehrte Mina in seine Heimat zurück und spielte erneut für  den Manta FC und den Barcelona SC, mit dem er 2012 die ecuadorianische Fußballmeisterschaft gewann. Dazwischen war er 2011 für Independiente del Valle im Einsatz.
Nach dem mit Barcelona errungenen Meistertitel wechselte Mina zum mexikanischen Erstligisten Club América, mit dem er in der Apertura 2014 den Meistertitel der mexikanischen Liga gewann. Nach einem weiteren Auslandsjahr beim CF Atlante (2015) kehrte Mina erneut nach Ecuador zurück, wo er zunächst für LDU Quito spielte und  beim Mushuc Runa SC unter Vertrag stand. Drei weitere Statinen folgten, fast im Jahresrhythmus, vor seinem Rückzug vom Profigeschäft zu Beginn 2020.
Zwischen 2008 und 2013 bestritt Mina elf Einsätze für die ecuadorianische Fußballnationalmannschaft, bei denen er einen Treffer erzielte.

## Erfolge
- Mexikanischer Meister: Apertura 2014
- Ecuadorianischer Meister: 2012